# Chu Liệt vương
Chu Liệt Vương (chữ Hán: 周烈王; trị vì: 375 TCN - 369 TCN), hay Chu Di Liệt vương, tên thật là Cơ Hỷ (姬喜), là vị vua thứ 34 của nhà Chu trong lịch sử Trung Quốc.

## Thân thế
Ông là con trai của Chu An Vương – vua thứ 33 nhà Chu.

## Trị vì
Sử ký không ghi chép các sự kiện quan trọng xảy ra dưới thời Chu Liệt vương ở ngôi. Năm 370 TCN, Tề Uy vương vào triều kiến Chu Liệt vương, nên được Liệt vương kính trọng.
Năm 369 TCN, Chu Liệt vương qua đời. Ông ở ngôi 6 năm. Em ông là Cơ Biển lên nối ngôi, tức là Chu Hiển Vương.